# Província del Baix Alentejo

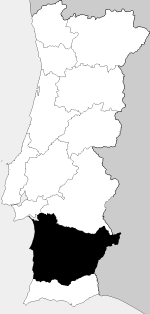
Antiga província del Baixo Alentejo

El Baixo Alentejo era una antiga província (o regió natural) portuguesa, instituïda formalment per una reforma administrativa de 1936. Actualment, el seu territori es reparteix entre les subregions del Baixo Alentejo i Alentejo Litoral. No obstant això, les províncies mai van tenir cap atribució pràctica, i van desaparèixer del vocabulari administratiu (encara que no del vocabulari quotidià dels portuguesos) amb l'entrada en vigor de la Constitució de 1976.
Limitava al nord amb la província d'Alt Alentejo, a l'extrem nord-oest amb Estremadura, a l'oest amb l'oceà Atlàntic, al sud amb l'Algarve i a l'est amb Espanya (províncies de Badajoz, a Extremadura, i Huelva, a Andalusia). Llavors, estava constituït per 18 concelhos, integrant tot el districte de Beja i la meitat sud del districte de Setúbal. Tenia la capital a la ciutat de Beja:
- Districte de Beja: Aljustrel, Almodôvar, Alvito, Barrancos, Beja, Castro Verde, Cuba, Ferreira do Alentejo, Mértola, Moura, Odemira, Ourique, Serpa, Vidigueira.
- Districte de Setúbal: Alcácer do Sal, Grândola, Santiago do Cacém, Sines.